# Вараз Трдат II
Вараз Трдат II (род. неизвестно — 812 или 821) — последний царь Кавказской Албании, правивший с 800 по 812 или 821 год. 

## Биография
Происходил из рода Михранидов. После смерти предыдущего правителя, его отца Стефаноса I в 770 году он становится правителем области Гардман, северной части Кавказской Албании. Он был восьмым правителем после Вараз-Григора, первого правителя Кавказской Албании. Он продолжил опираться на союз с Хазарским каганатом, контролировавшим Дербентский эмират. В союзе с хазарами и армянскими князьями противостоял Арабскому халифату.
В 812 или 821 году (возможно здесь произошла ошибка у писцов старинных хроников) Вараз Трдат II погиб в результате заговора. Мовсес Каганкатваци в «История страны Алуанк» сообщает, что он был убит, и описывает произошедшее: «В тот же год господин Нарсе Пифиппеан убил Вараз-Трдата II и зарезал его сына на груди его матери, украв все его имущество.
Вдове Вараз-Тирдата, удалось бежать в Арцах со своей дочерью Спарамой и там устроила брак между своей дочерью и Атрнерсехом I, принцем Хачена, сыном Сахл Смбатяна. Таким образом, Гардман был объединен с Хаченским княжеством.